# Генофонд
В популационната генетика генната банка или генофондът (на английски: gene pool) е пълният набор от алели във вида или популацията.
Големият генофонд е показател за широко генетично разнообразие, което се свързва със силна популация, която може да оцелее при силна промяна в селекцията. Същевременно тясното генно разнообразие може да причини редуцирана приспособимост и голям шанс за измиране на вида.